# Heteroheliococcus innermongolicus
Heteroheliococcus innermongolicus är en insektsart som beskrevs av Wu och Tang 1997. Heteroheliococcus innermongolicus ingår i släktet Heteroheliococcus och familjen ullsköldlöss.
Artens utbredningsområde är Mongoliet. Inga underarter finns listade i Catalogue of Life.